# Збручанська (печера)
Пече́ра «Збруча́нська» — карстова печера, геологічна пам'ятка природи місцевого значення в Україні. Розташована на околиці села Збручанське Чортківського району Тернопільської області.
Довжина ходів — 254 м. Оголошена об'єктом природно-заповідного фонду рішенням виконкому Тернопільської обласної ради від 14 березня 1977 року № 131. Перебуває у віданні Збручанської сільради.
Під охороною — печера, що утворилася внаслідок вимивання у верхньотортонських (неоген) гіпсах.